# Třída G (1912)
Třída G byla třída ponorek námořnictvo Spojených států amerických. Celkem byly postaveny čtyři jednotky této třídy. Ve službě byly v letech 1912–1921. Ponorky G-1, G-2 a G-4 byly poslední ponorky amerického námořnictva, které používaly ke svému pohonu motory spalující benzín.

## Stavba
Zatímco do té doby postavené americké ponorky ponorky navrhla společnost Electric Boat Company, návrhy ponorek třídy G byly zadány jejím konkurentům. Do jedné třídy tak jsou řazeny ponorky odlišné konstrukce a od dvou různých konstruktérů. Zatímco G-1 až G-3 navrhl Simon Lake, ponorku G-4 navrhl Cesare Laurenti. Ponorky byly rozestavěny pod jmény Seal, Tuna, Turbot a Thrasher, ale 17. listopadu 1911 došlo k jejich přeznačení na G-1 až G-4.
Stavba ponorky G-1 byla schválena roku 1907 paralelně ke třem ponorkám třídy C (C-3 až C-5) a třem třídy třídy D. Protože se stavbou G-1 námořnictvo předtím nepočítalo, dostala jako jediná americká ponorka dělené trupové číslo (SS-19½), které bylo až později nahrazeno trupovým číslem (SS-20) od roku 1917 potopené ponorky USS F-1. Stavbu G-1 proběhla v loděnici Newport News Shipbuilding Company v Newport News ve Virginii jako subkontrakt společnosti Lake Torpedo Boat Company.
V roce 1908 byla schválena stavba ponorek G-2, kterou rovněž navrhl Simon Lake a G-4, navržené společností American Laurenti. V roce 1909 byla jako poslední objednána G-3, opět od společnosti Lake Torpedo Boat Company. Stavba ponorek G-2 a G-3 byla zahájena v loděnici Lake Torpedo Boat Company v v Bridgeportu v Connecticutu, ale k dokončení musely být odtaženy do loděnice New York Navy Yard. Stavbu ponorky G-4 zajistila společnost William Cramp & Sons ve Filadelfii.

## Operační služba
Ponorky byly přiřazeny k atlantickému loďstvu. V říjnu 1913 ponorka G-1 provedla ponor do hloubky 256 stop (78,3 m), což byl v té době nejhlubší ponor uskutečněný americkou ponorkou.
V roce 1915 kontradmirál ve výslužbě Yates Stirling Jr. na základě inspekce ponorky G-1 došel k závěru, že ponorky třídy G mají zanedbatelnou bojovou hodnotu a měly by být používány pro experimentální a vědecké využití. 
Ponorka G-1 byla po opravách přidělena jako školní loď do Naval Submarine Base New London, kde sloužila pro vzdělávání důstojníků a mužstva rostoucího ponorkového loďstva. Zde sloužila i k experimentálním účelům, zkouškám protiponorkových sítí a detektorových zařízení. Podobný osud potkal i  ponorku G-2, která rovněž sloužila ke školícím a experimentálním účelům. Koncem července 1918 podnikala čtyřdenní hlídky v oblasti Block Islandu v reakci na výskyt německých ponorek. Školním a experimentálním účelům posloužily také ponorky G-3 a G-4.
Na palubě ponorky G-2 došlo k nešťastné události v době, kdy už byla vyškrtnuta z námořního registru plavidel a měla posloužit jako cíl při zkoušce hlubinných náloží. Dne 30 července 1919 se ponorka G-2 náhle potopila. V tu dobu, na ní byla šestičlenná komise. Zachránila se jen polovina mužů. Vrak byl částečně vyzvednut v roce 1962.

## Postavené ponorky
| Ponorka                         | USS G-1 (SS-19½) | USS G-2 (SS-27) | USS G-3 (SS-31) | USS G-4 (SS-26) |
| ------------------------------- | --- | --- | --- | --- |
| Původní jméno                   | Seal | Tuna | Turbot | Thrasher |
| Fotografie                      | | | | |
| Navrženo společností            | Lake Torpedo Boat Company | Lake Torpedo Boat Company | Lake Torpedo Boat Company | American Laurenti |
| Založení kýlu                   | 2. února 1909 | 20. října 1909 | 30. března 1911 | 9. července 1910 |
| Spuštěna na vodu                | 8. února 1911 | 10. ledna 1912 | 27. prosince 1913 | 15. srpna 1912 |
| Přijata do služby               | 28. října 1912 | 1. prosince 1913 | 22. ledna 1914 | 22. ledna 1914 |
| Vyškrtnuta z námořního registru | 6. března 1920 | 2. dubna 1913 | 5. května 1919 | 5. září 1919 |
| Osud                            | Dne 21. června 1921 potopena jako cvičný cíl minolovkou USS Grebe (AM-43) | Dne 30. července 1919 se potopila v kotvišti | Sešrotována v roce 1922 | Sešrotována v roce 1921 |
| Pohon                           | benzínový motor od White & Middleton Company o výkonu 1200 koňských sil (894 kW) elektrické motory od Diehl Manufacturing Company, o výkonu 520 koňských sil (387 kW) pohánějící dva lodní šrouby | benzínový motor od White & Middleton Company o výkonu 1200 koňských sil (894 kW) elektrické motory od Diehl Manufacturing Company o výkonu 520 koňských sil (387 kW) pohánějící dva lodní šrouby | dieselové motory Busch Sulzer Brothers Diesel Engine Company o výkonu 1200 koňských sil (894 kW) elektrické motory od Diehl Manufacturing Company o výkonu 600 koňských sil (447 kW) | benzínové motory od Fiat Company o výkonu 1000 koňských sil (745,7 kW) Elektromotory od Diehl Manufacture Company o výkonu 440 koňských sil (328,1 kW) |
| Počet členů posádky             | 26 | 24 | 24 | 26 |
| Délka[m]                        | 49 | 49 | 48 | 48 |
| Šířka[m]                        | 3,99 | 3,99 | 5,33 | 5,33 |
| Ponor[m]                        | 3,71 | 3,71 | 3,33 | 3,33 |
| Výtlak na hladině [tun]         | 410 | 375 | 370 | 370 |
| Výtlak pod hladinou [tun]       | 524 | 516 | 464 | 464 |
| Rychlost na hladině [uzlů]      | 14 | 14 | 14 | 14 |
| Rychlost pod hladinou [uzlů]    | 10 | 10 | 10,9 | 9,5 |
| Výzbroj                         | 6× 457mm torpédomet 2 torpédomety v trupu ponorky 4 torpédomety v nástavbě ponorky 6 torpéd | 4× 457mm torpédomet 2 torpédomety v trupu ponorky 2 externí torpédomety (přídový a záďový) 4 torpéda                                                                                             | 6× 457mm torpédomet 2 torpédomety v trupu ponorky 4 externí torpédomety (příďové a záďové) 10 torpéd                                                                                 | 4× 457mm torpédomet 2 příďové a 2 záďové, všechny v trupu ponorky 8 torpéd                                                                             |